# Естонія на літніх Олімпійських іграх 2000
Естонію на літніх Олімпійських іграх 2000 представляли 33 спортсмени в 11 видах спорту. Вони завоювали для країни три олімпійські медалі, серед них — одна золота і дві срібні.

## Нагороди
| Медаль | Спортсмен         | Вид спорту     | Дисципліна                |
| ------ | ----------------- | -------------- | ------------------------- |
| Золото | Еркі Ноол         | Легка атлетика | декатлон, чоловіки        |
| Бронза | Алексей Будилін   | Дзюдо          | від 73 до 81 кг, чоловіки |
| Бронза | Індрек Пертельсон | Дзюдо          | понад 100 кг, чоловіки    |